# Berea, Mexiko
Berea är en ort i Mexiko.   Den ligger i kommunen Palenque och delstaten Chiapas, i den sydöstra delen av landet, 800 km öster om huvudstaden Mexico City. Berea ligger 183 meter över havet och antalet invånare är 318.
Terrängen runt Berea är kuperad söderut, men norrut är den platt. Terrängen runt Berea sluttar norrut. Runt Berea är det ganska glesbefolkat, med 34 invånare per kvadratkilometer. Närmaste större samhälle är Cristóbal Colón, 19,5 km söder om Berea. Omgivningarna runt Berea är en mosaik av jordbruksmark och naturlig växtlighet.